# Karol Mroszczyk
Karol Mroszczyk (ur. 24 stycznia 1905 w Ciężkowicach, zm. 1 lutego 1976 w Sopocie) – polski kompozytor, dyrygent, skrzypek i pedagog.

## Życiorys
Gry na skrzypcach uczył się u Józefa Cetnera. W latach 1924–1929 studiował kompozycję u Bernardina Rizziego i Bolesława Wallek-Walewskiego w Instytucie Muzycznym w Krakowie, odbył też studia muzykologiczne na Uniwersytecie Jagiellońskim. Po ukończeniu studiów działał jako pedagog w Wilnie, gdzie był również dyrygentem chóru Okręgu Wileńskiego Związku Nauczycielstwa Polskiego. Po 1945 roku osiadł w Łodzi, gdzie prowadził chóry kameralne oraz wykładał teorię i dyrygenturę w Państwowej Wyższej Szkole Muzycznej. Otrzymał Nagrodę Ministra Kultury i Sztuki II stopnia.

## Wybrane kompozycje
(na podstawie materiałów źródłowych)

### Utwory orkiestrowe
- Polonez na skrzypce i orkiestrę symfoniczną (1942)
- Mała suita na tematy ludowe (1942)
- Tryptyk na orkiestrę smyczkową (1955)
- Canzona antica na orkiestrę smyczkową (1960)
- Koncert fortepianowy (1962)
- Concertino na fortepian i orkiestrę symfoniczną (1964)
- Dwa fragmenty z II Suity lirycznej na orkiestrę smyczkową (1970)
- Moment musical na orkiestrę smyczkową (1973)

### Utwory kameralne
- Nokturn na skrzypce i fortepian (1937)
- Mały poemat na skrzypce i fortepian (1937)
- Pieśń żniwna na skrzypce i fortepian (1937)
- Sonata na skrzypce i fortepian (1942)
- Allegro na skrzypce i fortepian (1943)
- Wariacje w stylu klasycznym na skrzypce i fortepian (1948)
- Epizod na skrzypce i fortepian (1971)
- Canzonetta na skrzypce i fortepian (1972)
- Arietta na skrzypce i fortepian (1973)
- Sonata na wiolonczelę i fortepian (1974)
- Sonata na klarnet i fortepian (1975)

### Utwory fortepianowe
- 2 preludia (1937)
- 3 preludia (1948)
- Etiudy (1949)
- Wariacje (1952)
- Tryptyk (1954)
- Małe wariacje w rytmie gawota (1964)
- Wariacje e-moll i A-dur (1972)
- Trzy preludia (1973)
- Sonatina pamięci Muzio Clementiego (1973)

### Utwory wokalne
- 10 pieśni na chór mieszany a cappella (1946)
- 2 pieśni na chór mieszany a cappella (1947)
- Pieśni ludowe na chór mieszany a cappella  (1950)
- Babie lato na 3-głosowy chór żeński (1968)
- Litworowe doliny na chór mieszany a cappella (1970)

### Pieśni na głos i fortepian
- Nad wodą wielką i czystą, sł. Adam Mickiewicz (1955)
- Ballada sieradzka, sł. Tadeusz Chróścielewski (1967)
- Odlatujące żurawie, sł. Leopold Staff (1968)
- Erotyk, sł. Antoni Olcha (1968)
- Jarzębina, sł. Kazimiera Iłłakowiczówna (1969)
- Słoneczny puch, sł. Kazimiera Iłłakowiczówna (1969)
- Nad źródłem, sł. Leopold Staff (1970)
- Broza, sł. Władysław Broniewski (1971)
- Sonet, sł. Jan Kasprowicz (1971)
- Obłoki, sł. Nelly Sachs (1972)
- Kołysanka, sł. Jarosław Iwaszkiewicz (1973)

### Utwory wokalno-instrumentalne
- Jesień na głos i orkiestrę, sł. Kazimiera Iłłakowiczówna (1964)
- Nokturn na 3-głosowy chór żeński i orkiestrę, sł. Leopold Staff (1969)